# Randusari (Teras)
Randusari is een bestuurslaag in het regentschap Boyolali van de provincie Midden-Java, Indonesië. Randusari telt 6882 inwoners (volkstelling 2010).